# Dvigalo (Tomo Podstenšek)
Dvigalo s podnaslovom krajši roman je tudi dejansko krajši družbeni roman, ki ga je napisal slovenski pisatelj Tomo Podstenšek in je izšel leta 2011 kot romaneskni prvenec tega avtorja. Spremno besedo z naslovom Bližina sočloveka najhujša kazen najdemo na zadnjih straneh romana, napisal pa jo je Robert Titan Felix, ki je hkrati tudi urednik knjige. Roman odpira različna osebnostno-psihološka vprašanja in je osredotočen na krizno situacijo, v kateri se znajde pet osebnostno različnih ljudi. 

## Vsebina
Knjiga govori o izrednih razmerah, ki se pripetijo petim, popolnoma različnim osebam. Značajsko so si osebe, ki nastopajo v romanu nasprotne, v konfliktu. Prva je mlada ženska, strogega poslovnega videza, drugi je bogat starejši poslovnež, ki je tudi lastnik kompleksa, kjer se nahaja dvigalo, tretji je novinar, ki se srečuje s pisateljsko blokado, četrta je čistilka, mati samohranilka, ki za razliko od ostalih dela dve službi, da lahko preživi otroke, peti pa je debel računalničar v svojih tridesetih, ki še vedno živi pri mami. Že iz naslova je vidno, da je kraj dogajanja dvigalo, kjer se te osebe po naključju znajdejo. Soočiti se morajo s problemom, da bodo v dvigalu ostali zaprti cel vikend, ker so zadnji v stavbi, zaradi različnih osebnih problemov pa jih tekom vikenda ne bo nihče od domačih pogrešal in izvedel za njihovo ujetost. Na začetku se med njimi pojavi složnost, potreba po povezovanju, kasneje pa zaradi različnih problemov pride do konfliktov. Prav zaprtost v majhnem prostoru predstavlja največji problem, saj se pojavijo fiziološke potrebe, ki jih je težko, skoraj nemogoče opraviti v dvigalu ob prisotnosti drugih oseb. Soočijo se tudi z omejenimi dobrinami za preživetje (voda, hrana), kar postane glavna ovira in sproži burne odzive. Roman odpira različna psihološko-osebnostna vprašanja, od tega kako ljudje v takih situacijah delujejo, reagirajo, kako se prilagodijo, ali so zmožni sobivanja z drugimi do tega ali so zmožni graditi vezi s sojetniki in se prilagoditi na ta način, da je možno preživeti in si dobrine enakomerno porazdeliti. 
Roman Dvigalo nam poda sliko ljudi v krizni situaciji in v nas sproži razmišljanje o človeški naravi, o kateri bralec še dolgo razmišlja. Dogajanje sprva izgleda enostavno, vendar hitro ugotovimo da gre za kompleksno strukturo in da osebe v roman niso postavljene naključno. Med branjem se vprašamo ali bi se ljudje v takih razmerah vdali v usodo in poskusili sodelovati ali pa bi se ob pomanjkanju vsakdanjih dobrin pojavili spori in fizično obračunavanje.

## Zbirka
Roman je izšel v knjižni zbirki Piramida. 

## Ocene in nagrade
Tina Vrščaj je v Pogledih o tem romanu zapisala,  da je roman nekakšen resničnostni šov, kjer lahko bralci spremljamo ljudi, ki se znajdejo v kočljivi situaciji in pred nami pokažejo prave karte človeške narave. Pravi tudi, da je bil za avtorja to nekakšen eksperiment, da je v kletko zaprl ljudi in opazoval kako so se odzvali.
Samo Rugelj pa je v Bukli zapisal, da smo v romanu najprej priča netipičnemu slovenskemu reševanju krize, saj si dobrine ujetniki v dvigalu najprej delijo, a se situacija prav kmalu obrne in katastrofa je vse bližje. Po njegovem mnenju je to prvenec obetavnega avtorja, ki je napisan v dinamičnem stilu.
Založnik in urednik knjige, Robert Titan Felix je o knjigi napisal, da je to sugestiven roman, napisan z ozirom na bralca, hkrati pa ni trivialen, saj so liki kompleksno zasnovani, idejno tematska raven pa je večplastna. Pravi, da nam knjiga hitro odgrne številna vprašanja, na katera bomo še dolgo iskali odgovore. 

## Izdaje in prevodi
Roman Dvigalo je najprej izhajal kot podlistek časnika Večer, nato pa je leta 2011 izšel kot roman pri založbi Litera. 